# Diplomagyár
A diplomagyár olyan szervezet, mely akkreditáció nélkül, az elvárt minőségi szintet meg nem ütő képzés után, esetleg anélkül tudományos fokozatokat ítél oda. Az ilyen szakot elvégzőket a fokozat megszerzése, a papírok kiállítóit pedig a nyereség érdekli. A fokozatokat általában valamilyen kitalált élettapasztalat alapján ítélik oda. Az ilyen szervezetek el nem ismert, fel nem hatalmazott akkreditációs testületektől kapják meg a később felhasznált engedélyeiket.  Ezzel a jogosultságukat akarják bizonygatni.
Az Amerikai Egyesült Államokban már legalább 1890 óta léteznek orvosi képzettséget igazoló papírokat kiállító diplomagyárak. Ezeket azóta különféle feketelistákon össze is gyűjtik.

## A diplomagyárak közös jellemzői
A diplomagyárak általában valamilyen nagy presztízsű, akkreditált és elismert intézmény nevére hasonlító megnevezést vesznek fel. A védjegyekre vonatkozó jogi előírások – melyeknek az ehhez hasonló helyzetek megelőzése lenne a célja – ellenére a diplomagyárak különféle eszközökkel elkerülik a jogi felelősségre vonást. Mivel világszerte elismerik az Egyesült Királyságban folyó felsőoktatási munka színvonalát, több intézmény brit hangzású névvel kívánja magához csábítani a leendő hallgatóit. Ilyen többek között a „Shaftesbury Egyetem”, a „Dunhami Egyetem”, a „Reddingi Egyetem” és a „Suffieldi Egyetem”.
A marketing- és reklámkampányukban azt állítják, akkreditált intézmények. Valójában azonban csak egy közös vállalatcsoportba tartozó másik társaság ismeri el a képzését. Hogy jobban el lehessen hinni hitelességüket, számos, az Egyesült Államokban működő akkreditációgyár a CHEA által ellenőrzött, valós akkreditációs joggal felruházott akkreditációs társaság honlapját lemásolva akarják elhitetni, hogy nekik is van joguk ilyen elismeréseket kiállítani. Néhányan, hitelességük bizonygatása érdekében vállalják külföldi diplomák hitelesítését és átírását is. A diplomagyárak egy másik bevett gyakorlata az, hogy nemzetközi szervezet, például az UNESCO akkreditációjára hivatkoznak. Az UNESCO azonban nem ismerhet el és nem akkreditálhat semmilyen felsőfokú képzést. Egy közleményt is nyilvánosságra hozott, melyen figyelmeztet mindenkit, hogy aki az ő akkreditációjára hivatkozik, az visszaél a hírnevével. Mivel ezek a testületek gazdasági társaságként bejegyeztették magukat, gyakran használják fel a cégkivonatuk másolatát is akkreditációs okmányként.
A hivatalosan akkreditált intézményekkel összehasonlítva a diplomagyárak sokkal kevesebb erőfeszítést követelnek meg a hallgatóktól. Egyes helyeken nem is kell tanulni a papír megszerzéséhez. A hallgatóktól elvárhatják, hogy a tankönyveket megvegyék, a feladatsorokat kitöltsék, a házi feladatokat beadják, de a fokozat megszerzése érdekében nagyon keveset kell tanulni, ha egyáltalán kell is valamennyit.
A vevők gyakran arra használják az így megszerzett diplomát, hogy igazolják vele a szükséges továbbképzéseket. Vannak olyan diplomagyárak, melyek nem abban az országban székelnek, ahol a diplomáikat értékesítik. Ezek az offshore diplomagyárak.

## Jellegzetességek
A diplomagyáraknak vannak olyan közös jellemvonásaik, melyek megkülönböztetik őket az elismert intézményektől. Azonban ha egy vagy több jellemző is illik egy oktatási helyre, abból nem következik automatikusan, hogy azok diplomagyárak. Néhány közös jellemző:
- Nincs nemzeti szinten elismert akkreditációs bizottság által kiadott akkreditációja, bár nem minden, akkreditálás nélkül működő felsőoktatási intézmény diplomagyár. Vannak olyan diplomagyárak, akik akkreditációgyárak által kiadott elismerésre hivatkoznak, de ugyanakkor teljes mértékben akkreditáltnak mondják magukat. Vannak olyan diplomagyárak, melyek egyes elismert szervezetekre hivatkoznak. Ilyen lehet többek között az UNESCO is. Ezeknek azonban nincs akkreditációs jogosultságuk. Reklámkiadványokban olyan kifejezésekkel lehet találkozni, mint hogy engedélyezett, államilag elismert, esetleg államilag engedélyezett, melyek olyan hangzásúak, mintha akkreditált intézményekről lenne szó. Vannak olyan kiadványok, melyek teljesen közömbös jellemzőket említenek meg úgy, mintha ez az elismertséget jelentené. Például az Észak-Washingtoni Egyetem úgy reklámozza magát, hogy a képzettséget a kormány által kinevezett közjegyző aláírásával államilag engedélyezte, és érvényesnek ismerte el.[5] A közjegyzői aláírás azonban csak azt igazolja, hogy az aláírás a nevezett személytől származik.
- Nincsenek oktatási helyszínek, a cím csak egy postafiók száma vagy egy levéltovábbító szolgálat székhelye.[6]
- A professzorokkal ha van is közvetlen kapcsolat, az nagyon csekély mértékű. Ha az órai munkát értékelik vagy minősítik is, annak semmilyen hatása nincs az elért érdemjegyre. A professzoroknak csak annyi a feladatuk, hogy a hallgatók számára referenciaként használható értékelést adjanak.
- Az iskola neve megtévesztésig hasonlít másik, nagy presztízst kivívott intézményéhez.[6]
- A beiratkozástól számítva pár nap, hét vagy hónap alatt fokozatot lehet szerezni. Akár még vissza is lehet dátumoztatni.[6]
- Vagy nincsenek a karoknak tagjai, vagy ugyanattól az egyetemtől, esetleg más, szintén diplomagyárnak minősülő helyről szerezték meg a magasabb tudományos fokozatokat. Elképzelhető, hogy bár van rendes tudományos fokozatuk, de az nem kapcsolódik az oktatott tudományterülethez.
- Tudományos fokozatokat nagy mértékben élettapasztalat alapján ítélnek oda.[7]
- A tandíjat megszerzett fokozat, és nem elvégzett félév vagy felvett tárgyak alapján kell megfizetni.[6]
- A tehetséges diákokat azzal próbálják meg magukhoz csalogatni, hogy most, még a tandíj emelkedése előtt iratkozzanak be hozzájuk. Ezen kívül ösztöndíjjal támogatják azokat, akik egyszerre több képzésre iratkoznak be.[6]
- Az intézménynek nincs könyvtára, nincsenek munkatársai, és nincsenek kutatási eredményei. Tömören szólva nincs semmi maradandó jele a létezésének.
- A doktori dolgozatokat nem lehet beszerezni a nemzeti letéti könyv- vagy levéltárból, és nem lehet megtalálni  – az esetlegesen létező – saját könyvtárában sem.
- A reklámkiadványokban több helyesírási és stilisztikai hiba is van, sok a latin kifejezés. A kiadványban még oklevélminta is található. Az intézmény honlapja amatőr, képzetlen munkára vall.
- Az Egyesült Államokban lévő egyetemnek nem .edu a TLD-je. A .edu végződés azonban nem igazolja az iskola minőségét vagy elismertségét. Lehet, hogy egy .edu végződést be tudtak regisztrálni, még mielőtt leellenőrizték volna, hogy jogosult-e a használatára. Ehhez hasonló az is, mikor egy intézmény .ac TLD alá, az Ascension-sziget területi kódja alá regisztrálja a honlapját. Vannak olyan országok, – mint például az Egyesült Királyság, ahol ilyen második címkiosztás alá regisztrálnak a felsőoktatási intézmények. Vannak azonban olyan elfogadott egyetemek is, melyek a rosszhiszemű felhasználás megakadályozása végett beregisztrálják magukat a .ac területkód alá is.
- Az iskola kéretlen e-mailes reklámüzeneteken keresztül, vagy más, megkérdőjelezhető módszerek alkalmazásával reklámozza magát.
- Jogalanyiság vásárlása: Az iskola másik országban vagy eltérő jogot alkalmazó területen van, mint amilyen jog alapján kiállítja a végzettséget igazoló papírokat. Ha egy társaság több jogrendszer alatt is működik, azzal megnehezítik a hatóságok feladatait. Lásd még az adóparadicsomok alkalmazását.[8]
- Annak ellenére, hogy az iskola székhelye olyan helyen van, ahol kedvező a jogi környezet a diplomagyárak kialakításának, egyetlen hallgatója sincs az adott ország területéről, és teljes egészében külföldiek dolgoznak ott.
- Szokatlan egyetemi tantárgyakat oktatnak. A komoly tudományok helyett – melyek tudását könnyű mérni és értékelni – a tárgyak többsége ezoterikus, és áltudományos. Ilyenek lehetnek például az asztrológia, a természetgyógyászat vagy az egyházi irodalom.